# Янг Бойз

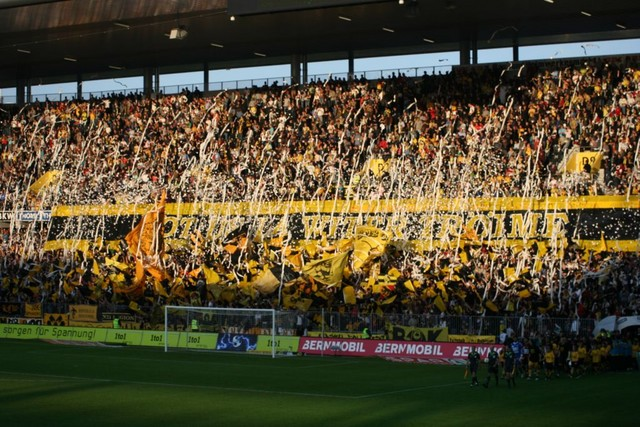
Болельщики «Янг Бойз»

«Янг Бойз» (Berner Sport Club Young Boys 1898) — швейцарский футбольный клуб из города Берна. Один из самых успешных клубов Швейцарии как на внутренней, так и на международной арене, многократный чемпион и обладатель Кубка Швейцарии. Цвета клуба: жёлто-чёрные.

## История
История клуба берёт начало в конце XIX века. В 1897 году братья Швабы (Оскар и Макс), а также ещё два студента Бернского университета Герман Бауэр и Франц Керли наблюдали футбольный матч между командами «Берн» и «Олд Бойз» из Базеля, и у них возникла идея основать собственную команду и назвать её в противовес «Олд Бойзу» — «Янг Бойз». Эти четверо сколотили любительскую команду из местных студентов и городской молодёжи и играли в ней сами. На тот[какой?] момент основной клуб из столицы Швейцарии «Берн» помогал делать первые шаги любительскому студенческому клубу. Спустя несколько месяцев руководство ФК «Берн» сделало предложение студентам объединиться и играть вместе, но при этом не мешая «Янг Бойз» жить отдельно. «Янг Бойз» принял такое предложение. Однако проведя несколько матчей совместно, ребята из «Янг Бойз» решили, что надо определяться — или они вливаются в ФК «Берн» и «Янг Бойз» прекращает существование или развиваться самостоятельно. Простым большинством голосов ребята решили развиваться самостоятельно, что привело к соперничеству между ФК «Берн» на многие годы. В 1900 году «Янг Бойз» одержал несколько побед, что и доказывало — был выбран правильный путь. Однако большинство жителей Берна считали, что ФК «Берн» сильней и главней, поэтому Федерацией футбола Швейцарии был организован матч между ними. 26 августа 1900 года на глазах у 3000 зрителей состоялся первый матч между командами «Берн» и «Янг Бойз». Победитель выявлен не был, однако «Янг Бойз» доказал, что он по крайней мере не слабей своего старшего брата. За неделю до этого «Янг Бойз» был принят в профессиональную лигу Швейцарии.
Так как команда «Янг Бойз» располагалась в центре Берна, а его конкуренты из одноимённого клуба на окраине столицы, то количество болельщиков «пчёл» начало стремительно увеличиваться.
Уже на второй год своего пребывания в Профессиональной лиге «Янг Бойз» стал чемпионом, разгромив «Цюрих» со счётом 5:0. В сезоне 1902/1903 пчёлы взяли своё первое Швейцарское чемпионство. Дальнейшие шесть лет команда не выигрывала ничего, однако с 1909 по 1911 год сумела три раза подряд стать чемпионом, что не удавалось ни одной швейцарской команде на тот момент — в финалах были обыграны «Винтетур», «Арау» и «Серветт». Болельщиков соперников пчёл тревожили последние 15 минут матча, так как в эти последние минуты у «Янг Бойза» как бы открывалось второе дыхание и оно сламливало своих конкурентов. Только в 1913 году у команды появился первый тренер, им стал англичанин Рейнольд Уильямс. Вскоре разразилась Первая мировая война и швейцарцам было не до футбола. Однако через два года после войны, а именно в 1920 году «Янг Бойз» берёт своё пятое чемпионство. Следующий свой титул пчёлы взяли через девять лет, в 1929 году, уже играя на новом стадионе «Ванкдорф», так как старый был непригоден после войны (из него сделали поле для овощей). В 1930 году «Янг Бойз» впервые становится обладателем Кубка Швейцарии. Обыграв «Арау» со счётом 1:0. В последующие 15 лет клуб не выигрывал ничего, но держался в середине таблицы швейцарских чемпионатов. Стадион «Ванкдорф» при этом продолжал увеличиваться и к сороковым годам достиг вместимости в 42 000 мест. В 1945 году жёлто-чёрные обыграли «Санкт-Галлен» 2:0 и выиграли шестой чемпионский титул. Однако спустя два года, в 1947 году, команда вылетела в Лигу В.
В 1951 году тренером команды стал никому не известный немец Альберт Синг. В первые годы он был играющим тренером, но потом переключился только на тренерскую работу. Именно времена его тренерской деятельности называют «золотыми годами» в истории «Янг Бойз». В 1953 году команда выигрывает кубок. А в период с 1956 по 1960 годы «пчёлы» четыре раза подряд становятся чемпионами Швейцарии, также «Янг Бойз» в 1959 году дошёл до полуфинала Кубка чемпионов УЕФА, где уступил французскому «Реймсу» (выиграв в Берне 1:0 и проиграв в Париже на «Парк де Пренс» 0:3 в ответном матче). После ухода из клуба Альберта Синга в команде начался постепенный спад. Жёлто-чёрные превратились в посредственную команду, не хватающую звёзд с неба. Только в 1975 году «Янг Бойз» занял второе место в чемпионате и попал в Еврокубки, однако в первом же раунде уступил сильному тогда немецкому «Гамбургу». В 1977 году наконец-то пришёл первый титул за 15 лет, пчёлы выиграли Кубок Швейцарии. После чего дебютировали в Кубке обладателей кубков, где были разгромлены румынским «Стяуа» (2:2 дома и 0:6 на выезде). Последнее своё чемпионство «Янг Бойз» выиграл в 1986 году под руководством немца Александра Мадзяра. Участие в Кубке европейских чемпионов тогда стало неудачным, жёлто-чёрные были разбиты мадридским «Реалом» на «Сантьяго Бернабеу» (после победы дома 1:0) со счётом 0:5. Следующий трофей «пчёл» датируется 1987 годом, был выигран шестой Кубок Швейцарии. На этот раз участие в Кубке обладателей кубков можно было считать успешным, «Янг Бойз» уступил в четвертьфинале амстердамскому «Аяксу». В середине 90-х у Янг Бойз наступила чёрная полоса, клуб балансировал на грани банкротства и исчезновения. Играл в нижних лигах чемпионата Швейцарии. Инвестиционная компания «Люцерн» в 1999 году спасла клуб от разорения.
В 2001 году клуб вернулся в высшую лигу и в основном находился в середине турнирной таблице. С 2005 года пчёлы играют на новом стадионе «Стад де Сюис» вместимостью 32 000 мест. Последние годы[какие?] «Янг Бойз» являлся конкурентом «Базеля» за чемпионство, однако всегда ограничивался призовыми местами. В 2015 году во втором квалификационном раунде Лиги чемпионов были разбиты французским «Монако» с общим счётом 1:7. Также команда провалила Лигу Европы, в первом же матче уступив азербайджанскому «Карабаху» с общим счётом 0:4 (0:1 дома и 0:3 на выезде). В 2016 году в третьем квалификационном раунде Лиги чемпионов встретились с донецким «Шахтёром», первый матч в гостях завершился 2:0 победой «Шахтёра», второй матч «Янг Бойз» выиграл у «Шахтёра» 2:0 и обыграл их в серии пенальти 4:2. в 2017 году «Янг Бойз» в третьем квалификационном раунде Лиги чемпионов встречались с киевским «Динамо». В первом матче «Янг Бойз» проиграл со счётом 3:1, во втором матче «Янг Бойз» опять выбил украинскую команду из турнира, выиграв у них со счётом 2:0.
В сезоне 2017/18 «Янг Бойз» впервые за 32 года стал чемпионом Швейцарии. После чего последовали ещё три чемпионских сезона, а в 2020 году клуб праздновал победу в национальном кубке.

## Дерби и ультрас
Ультрас-группа «Янг Бойз»: «Ostkurve Bern». Друзьями считаются фанаты клубов «Дармштадт 98», «Вупперталь», ЛАСК, «Славия (София)».

## Основной состав
| 18 | Флаг Швейцарии  | Вр  | Ардиан Байрами         | 2004 |  |  |  |  |  |
| 26 | Флаг Швейцарии  | Вр  | Давид фон Баллмос      | 1994 |  |  |  |  |  |
| 33 | Флаг Швейцарии  | Вр  | Марвин Келлер          | 2002 |  |  |  |  |  |
| 40 | Флаг Швейцарии  | Вр  | Дарио Марцино          | 1996 |  |  |  |  |  |
|    |                 |     |                        |      |  |  |  |  |  |
| 3  | Флаг Алжира     | Защ | Жауэн Аджам            | 2003 |  |  |  |  |  |
| 4  | Флаг Франции    | Защ | Танги Зукру            | 2003 |  |  |  |  |  |
| 13 | Флаг Гвинеи     | Защ | Мохамед Али Камара     | 1997 |  |  |  |  |  |
| 17 | Флаг Гамбии     | Защ | Сайди Янко             | 1995 |  |  |  |  |  |
| 22 | Флаг Португалии | Защ | Абду Конте             | 1998 |  |  |  |  |  |
| 23 | Флаг Швейцарии  | Защ | Лорис Бенито (Капитан) | 1992 |  |  |  |  |  |
| 24 | Флаг Швейцарии  | Защ | Закари Атекам          | 2004 |  |  |  |  |  |
| 27 | Флаг Швейцарии  | Защ | Левин Блум             | 2001 |  |  |  |  |  |
| 55 | Флаг Швейцарии  | Защ | Матц Селлер            | 2005 |  |  |  |  |  |
| 66 | Флаг Швейцарии  | Защ | Родри Смит             | 2006 |  |  |  |  |  |
|    |                 |     |                        |      |  |  |  |  |  |
| 7  | Флаг Швейцарии  | ПЗ  | Филип Угринич          | 1999 |  |  |  |  |  |

| 8  | Флаг Польши       | ПЗ  | Лукаш Лакомый                     | 2001 |  |  |  |  |  |
| 10 | Флаг Швейцарии    | ПЗ  | Кастриот Имери                    | 2000 |  |  |  |  |  |
| 11 | Флаг Гамбии       | ПЗ  | Эбрима Колли                      | 2000 |  |  |  |  |  |
| 14 | Флаг Замбии       | ПЗ  | Мигель Чайва                      | 2004 |  |  |  |  |  |
| 20 | Флаг Швейцарии    | ПЗ  | Кристиан Фасснахт                 | 1993 |  |  |  |  |  |
| 30 | Флаг Швейцарии    | ПЗ  | Сандро Лаупер                     | 1996 |  |  |  |  |  |
| 39 | Флаг Швейцарии    | ПЗ  | Дариан Малеш                      | 2001 |  |  |  |  |  |
| 39 | Флаг Мадагаскара  | ПЗ  | Райан Равелосон                   | 1997 |  |  |  |  |  |
|    |                   |     |                                   |      |  |  |  |  |  |
| 9  | Флаг Швейцарии    | Нап | Седрик Иттен                      | 1996 |  |  |  |  |  |
| 11 | Флаг Гамбии       | Нап | Эбрима Колли                      | 2009 |  |  |  |  |  |
| 21 | Флаг Франции      | Нап | Алан Виржиньюс                    | 2003 |  |  |  |  |  |
| 21 | Флаг Кот-д’Ивуара | Нап | Крис Бедья (в аренде из «Униона») | 1996 |  |  |  |  |  |
| 31 | Флаг Гвинеи       | Нап | Фасине Конте                      | 2005 |  |  |  |  |  |
| 56 | Флаг Швейцарии    | Нап | Феликс Цимба                      | 2006 |  |  |  |  |  |
| 77 | Флаг Швейцарии    | Нап | Жоэл Монтейру                     | 1999 |  |  |  |  |  |

## Достижения

### Национальные
- Чемпион Швейцарии (17): 1902/03, 1908/09, 1909/10, 1910/11, 1919/20, 1928/29, 1956/57, 1957/58, 1958/59, 1959/60, 1985/86, 2017/18, 2018/19, 2019/20, 2020/21, 2022/23, 2023/24
- Обладатель Кубка Швейцарии (8): 1930, 1945, 1953, 1958, 1977, 1987, 2020, 2023
- Обладатель кубка Швейцарской лиги: 1976
- Обладатель Суперкубка Швейцарии: 1986

### Международные
- Полуфиналист Кубка европейских чемпионов: 1958/59
- Четвертьфиналист Кубка обладателей кубков УЕФА: 1987/88
- Обладатель Кубка Альп: 1974
- Обладатель Кубка часов (8): 1964, 1973, 1975, 1987, 2000, 2004, 2007, 2019

## Форма

### Домашняя
| 2018/19 | 2019/20 | 2020/21 | 2021/22 | 2022/23 | 2023/24 | 2024/25 |

### Гостевая
| 2018/19 | 2019/20 | 2020/21 | 2021/22 | 2022/23 | 2023/24 | 2024/25 |

### Резервная
| 2019/20 | 2020/21 | 2024/25 |

Источники:,